# チカメキントキ
チカメキントキ（学名: Cookeolus japonicus）は、キントキダイ科に属する海水魚である。全長30 cm程度とキントキダイ科の中では比較的大型の種で、大きな胸鰭を持つことでキントキダイなどの近縁他種と区別できる。世界中の熱帯・亜熱帯海域に生息し、日本でも南日本を中心に生息する。鮮やかな赤色の体に大きな眼をもち、「キンメ」の名で販売されることもあるが、キンメダイとは近縁ではない。美味な食用魚で、煮付けや刺身として食される。

## 分類

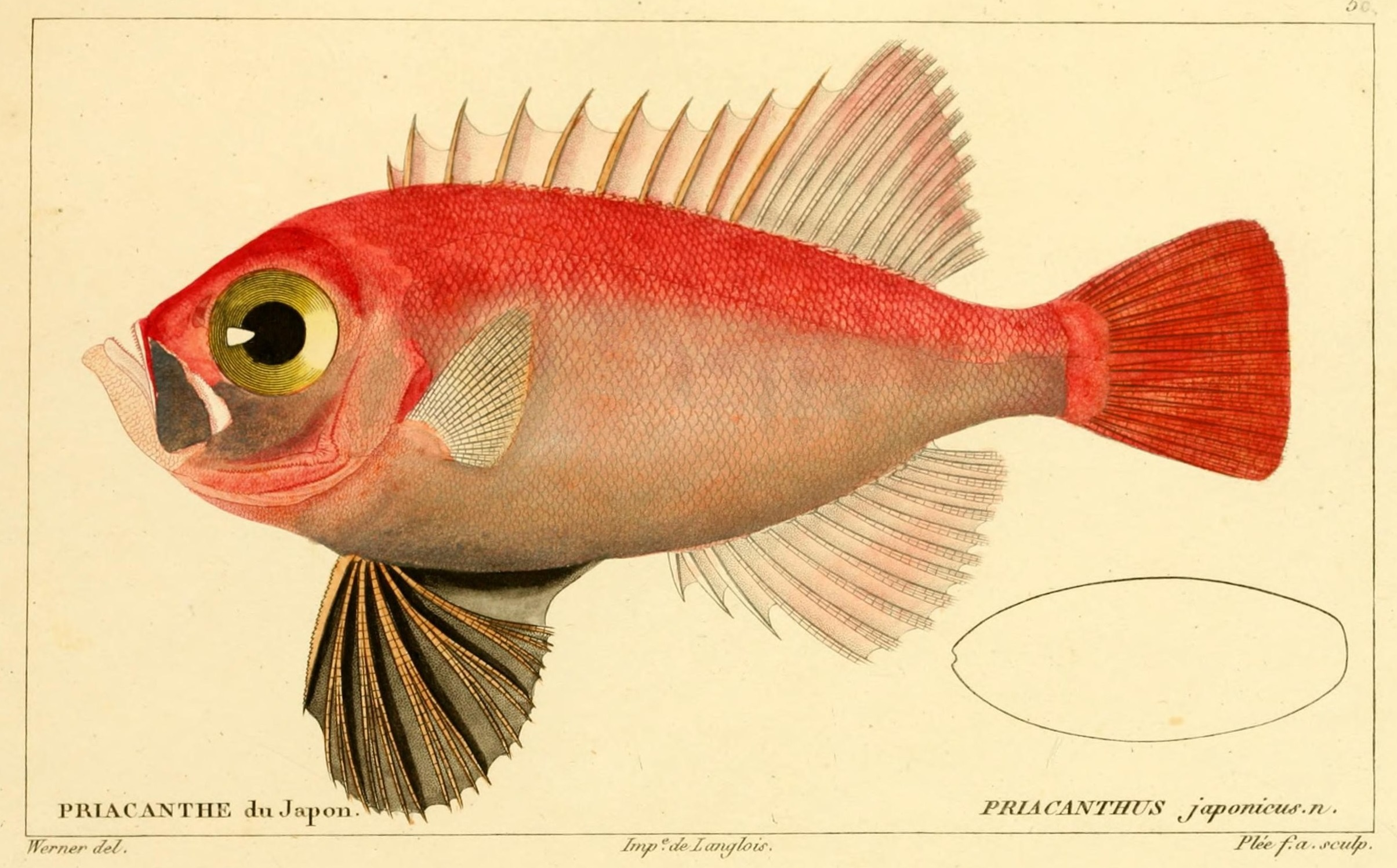
本種の図版。

チカメキントキ属 Cookeolus に分類される。チカメキントキ属はかつて本種のみを含む単型の属であると考えられていた。しかし1997年に、日本の沖縄県の鮮新世後期の地層から発見されたトゲメキントキ C. spinolacrymatus がチカメキントキ属に属する化石種として記載されている。
1829年にフランスの博物学者であるジョルジュ・キュヴィエによって、日本から得られたタイプ標本をもとに初記載された。この時本種はキントキダイ属 Priacanthus に分類され、Priacanthus japonicus という学名が与えられた。その後本種は、1928年にアメリカの動物学者ヘンリー・ウィード・ファウラーによって亜属として創設され、1947年にファウラー自身によって属に昇格されたチカメキントキ属Cookeolus に移された。この過程ではゴマヒレキントキ Heteropriacanthus cruentatus との混同などが原因で分類学上の混乱があったものの、現在ではCookeolus japonicus が本種の正式な学名として認められている。
和名にある「チカメ」は、本種の眼が大きく、吻の近くに位置することを表した名称である。

## 形態

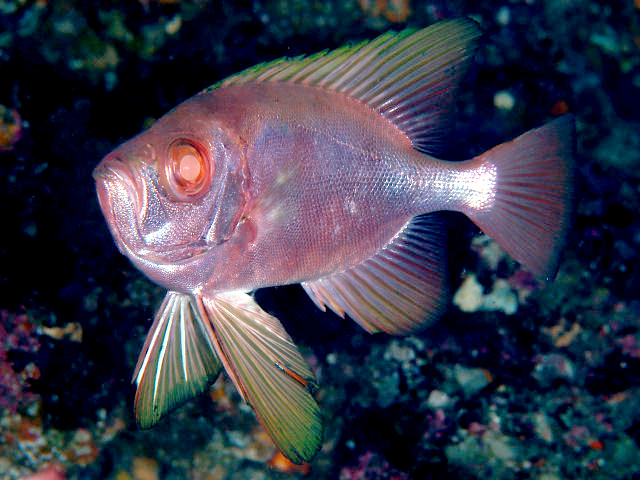
鰭を広げて岩場を泳ぐ本種。

全長30 cm程度になり、キントキダイ科では最大級の種のひとつである。最大で重さ5 kgに達した個体の記録もある。体型は卵円形で側扁する。同じ科に属する他の種と同様、硬い鱗と大きな眼をもつ。背鰭は10棘条、12-14軟条からなり、棘条は長く、鰭膜は深く切れ込む。腹鰭は極めて大きく、折りたたむと後端が臀鰭の始部をはるかに超える。この大きな腹鰭の存在で近縁の種から識別できる。臀鰭は3棘条、12-14軟条からなる。尾鰭の中央はわずかに尖る。
鮮やかな赤色の体色を示す。腹鰭は黒色、胸鰭は桃色から無色であり、他の鰭は黄色味を帯びた赤色を示し黒色に縁取られる。

## 分布
東大西洋をのぞく世界中の熱帯・亜熱帯域の海洋でみられる。インド太平洋では、西は南アフリカや紅海から東は日本やオーストラリアまで、東太平洋ではメキシコからペルーまで、西大西洋ではカナダからアルゼンチンまでの海域で生息が確認されている。南大西洋のセントヘレナ島でも生息が確認されている。
日本でも南日本を中心としながら、北海道以南の日本海、東シナ海、太平洋沿岸で分布が確認されている。

## 生態
大陸棚の砂泥底に生息し、最も深くて水深400 mから報告があるが、通常見られるのは水深165-200 m程度の海域である。海綿やサンゴ類のついた岩場の周辺にいることも多い。肉食魚で、カニをはじめとした甲殻類などを捕食する。逆に、キハダなどの大型魚が本種を獲物として捕食することが知られる。本種に寄生する寄生虫としてカイアシ類のParashiinoa cookeola やCaligus cookeoli が知られる。本種の寿命は最大で9年程度と推定されている。

## 人間との関係

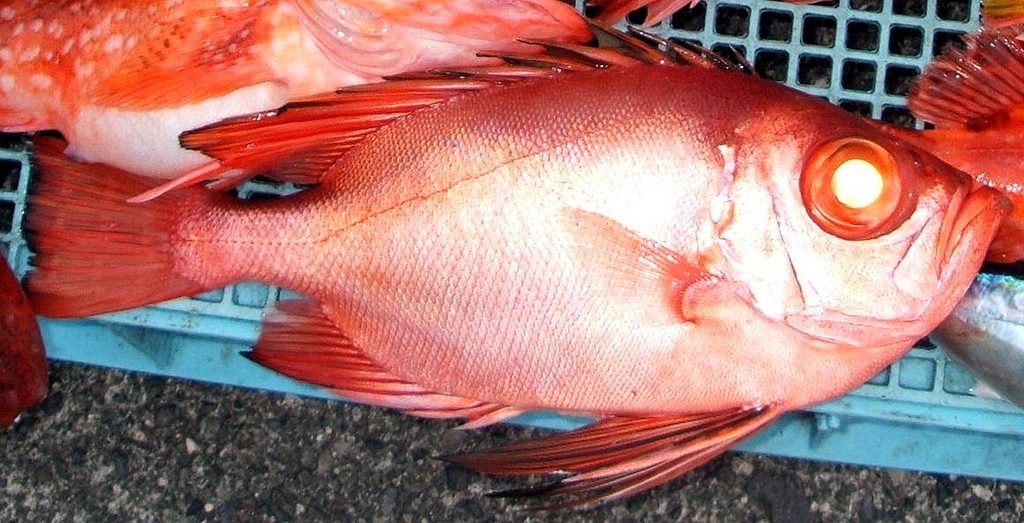
水揚げされた本種。

食用となる漁業対象種で、観賞魚として流通することもある。日本での水揚げも相当量あり、五島列島などではキントキダイよりも漁獲量が多い場合もある。刺身や煮付けにして食され、やや淡白な味だが、かなり美味である。「キンメ」の名で販売されることもあるが、キンメダイはキンメダイ目という別の目に分類され本種とは遠縁である。